# Lomatipa, Tehuipango
Lomatipa är en ort i Mexiko.   Den ligger i kommunen Tehuipango och delstaten Veracruz, i den sydöstra delen av landet, 240 km öster om huvudstaden Mexico City. Lomatipa ligger 2 204 meter över havet och antalet invånare är 125.
Terrängen runt Lomatipa är lite bergig. Runt Lomatipa är det ganska tätbefolkat, med 134 invånare per kvadratkilometer. Närmaste större samhälle är Zongolica, 18,1 km nordost om Lomatipa. Omgivningarna runt Lomatipa är en mosaik av jordbruksmark och naturlig växtlighet.